# بلدية الحائر
بلدية الحائر هي إحدى بلديات مدينة الرياض في المملكة العربية السعودية.

## الأحياء التابعة للبلدية
- حي الغنامية
- حي الحائر.[1][2]
- حي عريض
- حي أم الشعال
- حي السدرة